# Parc national de Djurö
Le parc national de Djurö (en suédois Djurö nationalpark) est un parc national situé dans le comté de Västra Götaland en Suède. Il couvre environ 2 400 ha dont 320 ha émergés constitués par l'archipel de Djurö, au cœur du lac Vänern, plus grand lac de Suède et troisième plus grand lac d'Europe. L'archipel est constitué d'une trentaine d'îles, dont l'île de Djurö est la plus vaste. L'archipel fut habité à partir du XVIe siècle. Le parc national fut fondé en 1991, et la zone fait aussi partie du réseau Natura 2000 et est incluse dans la réserve de biosphère de l'Archipel du Vänern depuis 2010. L'archipel comporte une vaste population d'oiseaux, ainsi que des daims, qui ont été introduits en 1912, l'industriel Frans Kempe, souhaitant transformer l'île en une zone de chasse.

## Géographie
Le parc national de Djurö est situé dans la commune de Mariestad, dans le comté de Västra Götaland en Suède. Il couvre 2 358 ha (dont 320 ha émergés) de l'archipel des Djuröarna au milieu du lac Vänern, qui avec 5 650 km2 est le plus vaste lac de l'Union européenne et troisième d'Europe après le lac Ladoga et lac Onega en Russie,. Cet archipel est relativement isolé au sein du lac, étant à 8 km des îles les plus proches et 11 km des rives du lac.
L'archipel est constitué d'environ 35 îles et îlots, et un grand nombre d'écueils. L'île principale est Djurö, qui donne son nom au parc et à l'archipel, d'une superficie de 155 ha, mais Långön, Tribergs ö et Nyviksholmen font toutes trois aussi plus de 10 ha. L'archipel s'étend en longueur selon un axe approximativement nord-sud, parallèle aux principales failles du socle. La topographie est relativement plate, le relief étant seulement découpé par quelques vallées de fracture parallèles aux failles principales et un réseau secondaire de fractures presque perpendiculaires à celles-ci. Vers l'est, l'altitude décroît progressivement, se prolongeant dans le lac par de nombreux écueils et bas-fonds. Vers l'ouest au contraire, la présence d'une faille majeure cause une chute d'altitude rapide jusqu'à 70 m de profondeur à quelques centaines de mètres des côtes de l'archipel. Les plus hauts points du parc atteignent seulement une vingtaine de mètres au-dessus de la surface du lac.

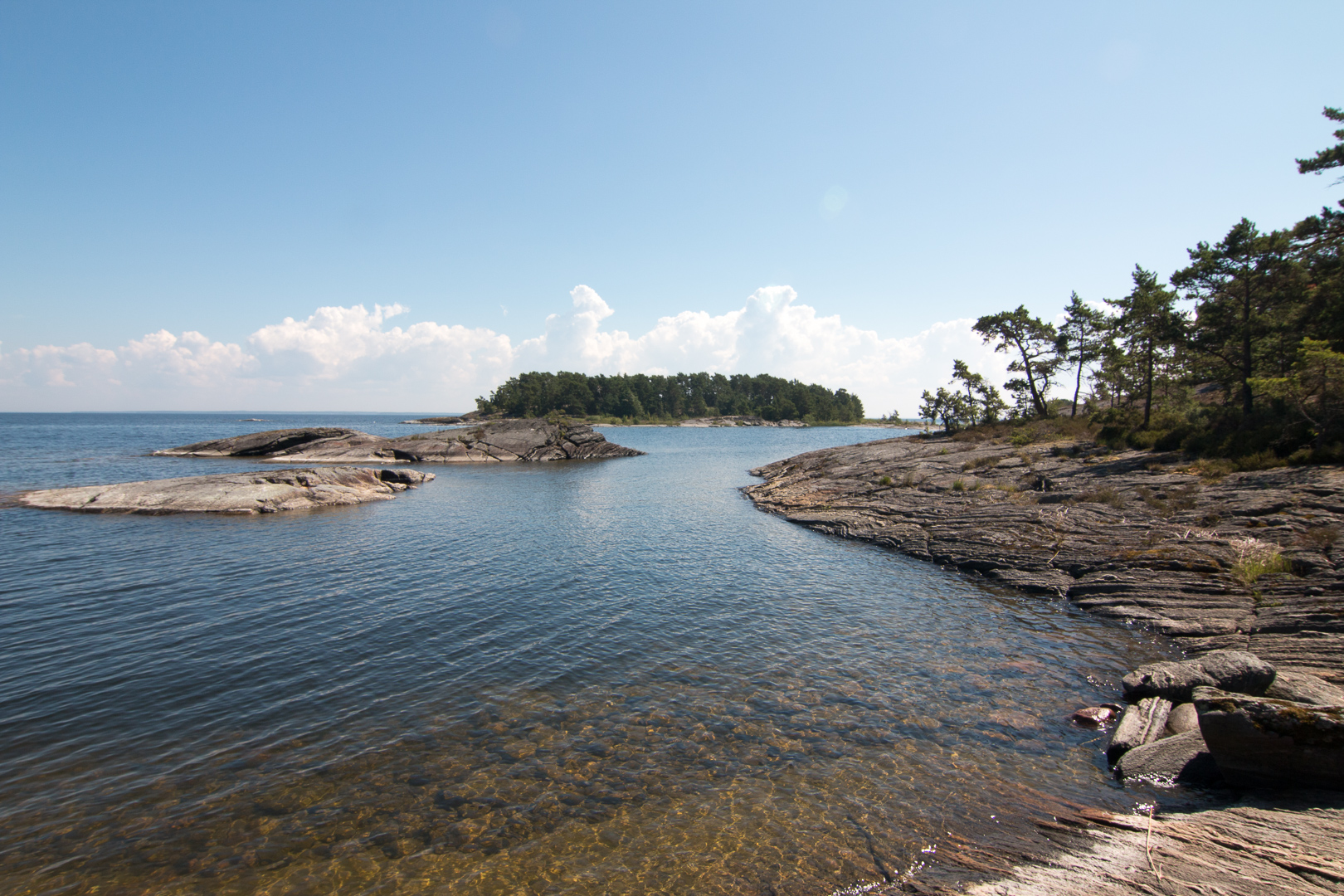
Écueils et îlots de Timmerholmarna vus depuis l'est de Djurö.

Les roches du parc sont principalement du gneiss granitique de couleur rougeâtre, mais localement, on trouve aussi des roches vertes ou du grès. Toute la section orientale du Vänern fait partie de la province géologique svéconorvégienne, aussi appelé province des gneiss du Sud-Ouest Scandinave.

## Milieux naturels
La couche de sol sur les îles est souvent fine ou inexistante et une forêt pauvre de pin sylvestre (Pinus sylvestris) domine la végétation. Les forêts ont été exploitées jusque dans les années 1950, mais ont depuis repris un certain caractère naturel. La végétation au sol est principalement constituée de lichens, d'airelles (Vaccinium vitis-idaea), de myrtilles (Vaccinium myrtillus) et de callunes (Calluna vulgaris). La ligne de côte et les écueils sont souvent complètement dénués de végétation, mais dans certaines baies pousse le roseau commun (Phragmites australis). Les forêts de pins abritent parfois une certaine proportion de feuillus, en particulier sur les îles plus au sud, où du grès calcaire rend les sols plus riches. Ainsi, à Gisslan, à l'extrême sud de l'archipel, on trouve un bosquet de Tilleul à petites feuilles (Tilia cordata) ainsi que du bouleau verruqueux (Betula pendula) et du tremble (Populus tremula), et des sous-bois couverts de muguet de mai (Convallaria majalis), d'anémone sylvie (Anemone nemorosa) et d'anémone hépatique (Hepatica nobilis). Dans les dépressions des îles principales, on trouve parfois aussi des zones plus humides, où les espèces traditionnelles de l'île côtoient des herbes telles que le pâturin des prés (Poa pratensis), pâturin des bois (Poa nemoralis) et la fétuque des prés (Festuca pratensis). Enfin, localement sur Djurö, des anciennes prairies sont maintenues ouvertes par les daims (Dama dama) de l'île.

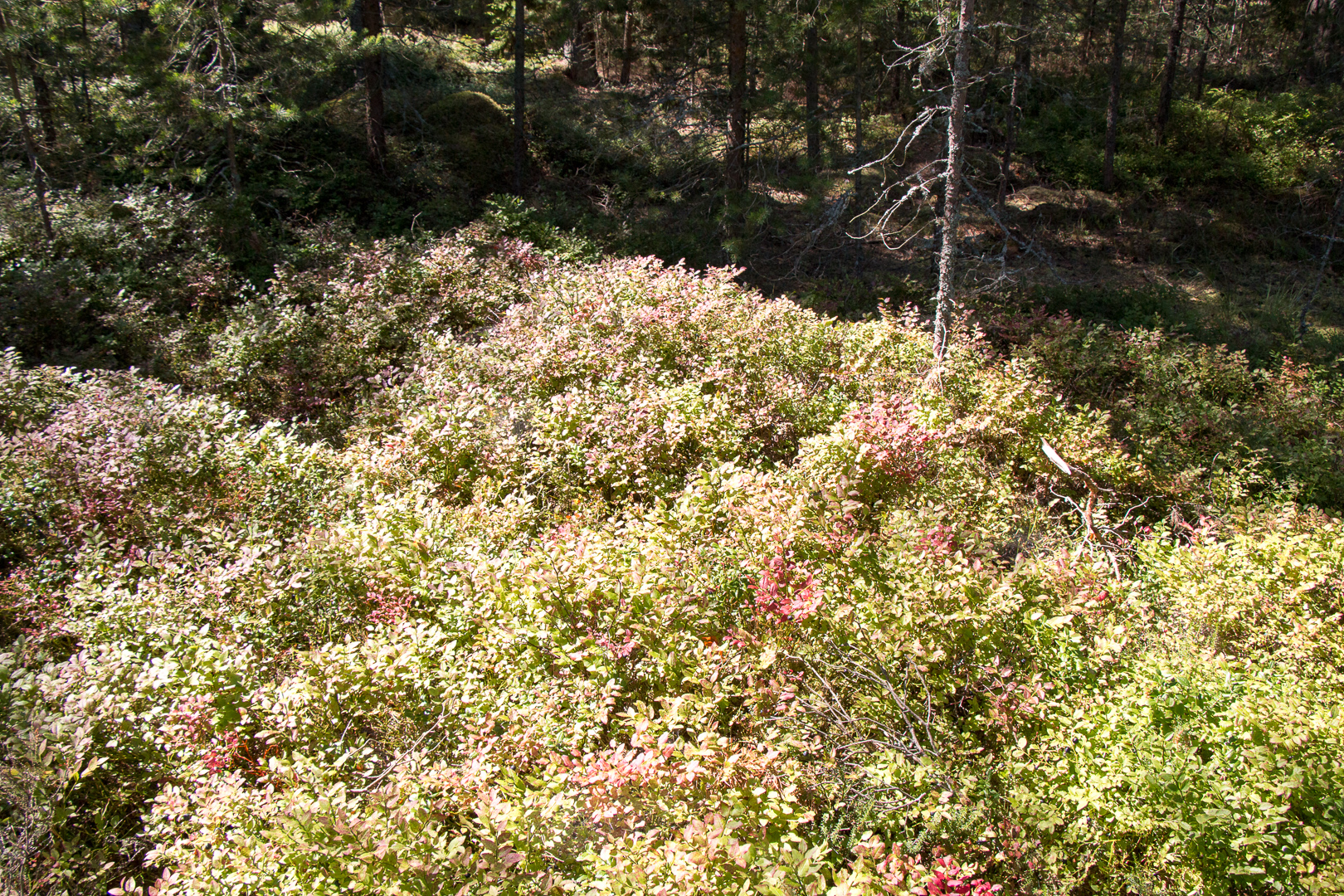
Myrtilles dans les sous-bois de Djurö.
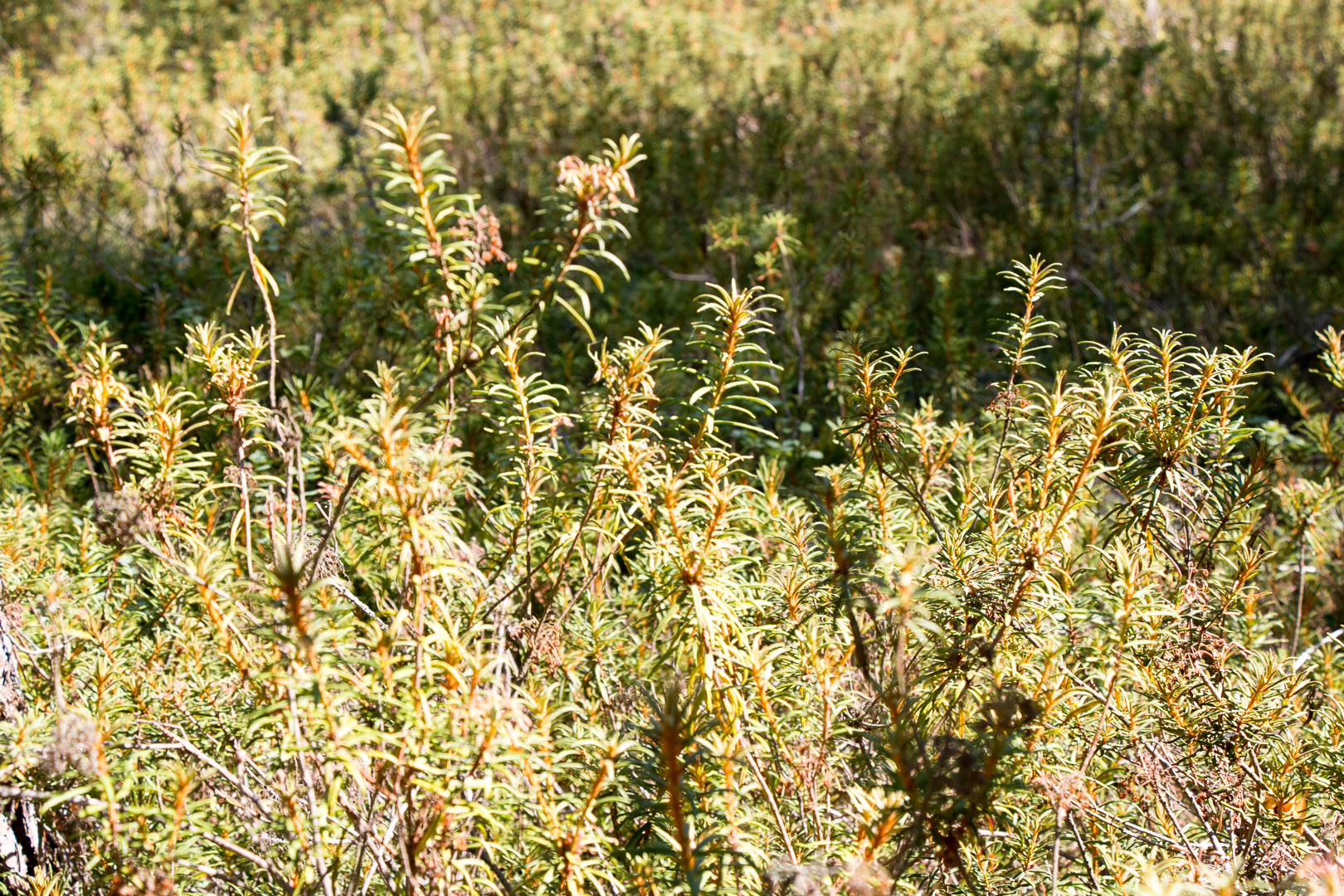
lédon des marais sur l'île principale.
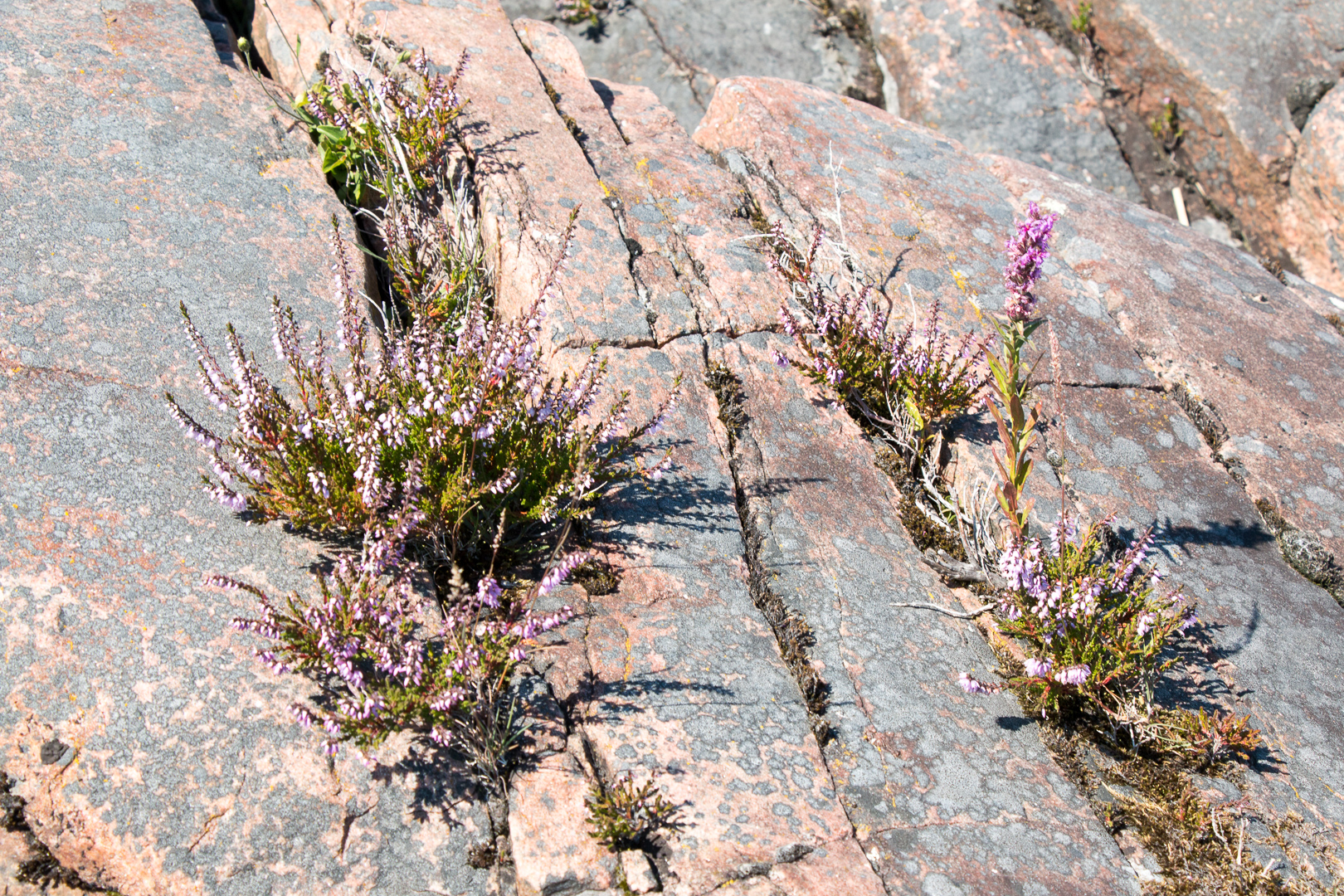
Callune sur les roches nues des rives de Djurö.

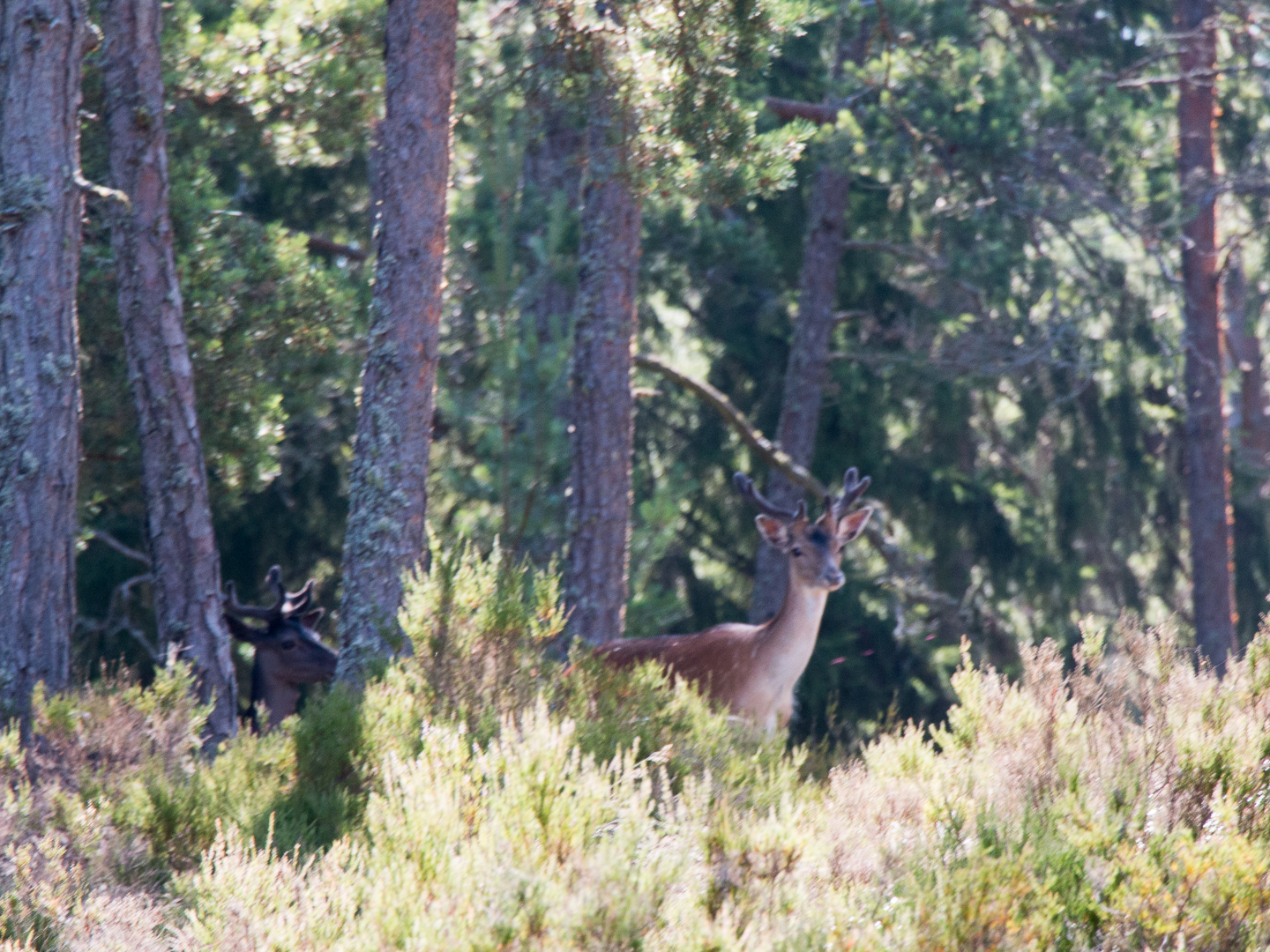
Daims dans la forêt de Djurö.

Le daim est peut-être l'animal le plus notable de l'archipel. Il a été implanté dans le passé et se trouve maintenant sur les plus grandes îles de l'archipel. On compte une petite vingtaine d'individus. Le parc comprend aussi quelques lièvres variables (Lepus timidus), aussi apportés dans l'archipel par l'homme. Parmi les mammifères naturels des îles, on peut citer quelques espèces de chauves-souris, le grand campagnol (Arvicola amphibius) et même certaines années le renard roux (Vulpes vulpes). L'avifaune est significativement plus riche, l'archipel étant un site de nidification important pour plusieurs espèces, dont certaines espèces protégées telles que la sterne pierregarin (Sterna hirundo), le balbuzard pêcheur (Pandion haliaetus) et le plongeon arctique (Gavia arctica). Le balbuzard pêcheur est particulièrement bien implanté avec entre 3 et 5 couples sur l'archipel, ce qui est notable considérant sa superficie. Les vieux pins près des côtes constituent des sites privilégiés pour les nids des différents rapaces. Parmi les autres espèces, l'archipel est surtout riche en oiseaux aquatiques, en particulier les anseriformes (canards, oies et cygnes) et laridés (goélands et sternes), tels que le canard colvert (Anas platyrhynchos), le canard siffleur (Mareca penelope), la sarcelle d'hiver (Anas crecca), le garrot à œil d'or (Bucephala clangula), le harle bièvre (Mergus merganser), le harle huppé (Mergus serrator), l'oie cendrée (Anser anser), le goéland cendré (Larus canus), le goéland argenté (Larus argentatus) et le goéland marin (Larus marinus). En outre, on peut aussi nommer des limicoles comme l'huîtrier pie (Haematopus ostralegu), le petit (Charadrius dubius) et grand gravelot (Charadrius hiaticula), le chevalier gambette (Tringa totanus), la bécasse des bois (Scolopax rusticola) et la bécassine des marais (Gallinago gallinago). Les îles comptent enfin une population significante de reptiles et amphibiens.
Le Vänern contient un grand nombre d'espèces de poissons, y compris certaines espèces traditionnellement restreintes aux mers et océans. Les plus communes sont l'éperlan d'Europe (Osmerus eperlanus) et le corégone blanc (Coregonus albula), mais aussi de nombreuses espèces importantes pour la pêche, telles que le corégone lavaret (Coregonus lavaretus), la truite (Salmo trutta), le grand brochet (Esox lucius), le sandre (Sander lucioperca) et le saumon atlantique (Salmo salar). Il n'y a cependant pas eu d'inventaire spécifique de la partie aquatique du parc, et il n'est donc pas certain que ces espèces fréquentent les eaux autour de l'archipel.

## Histoire

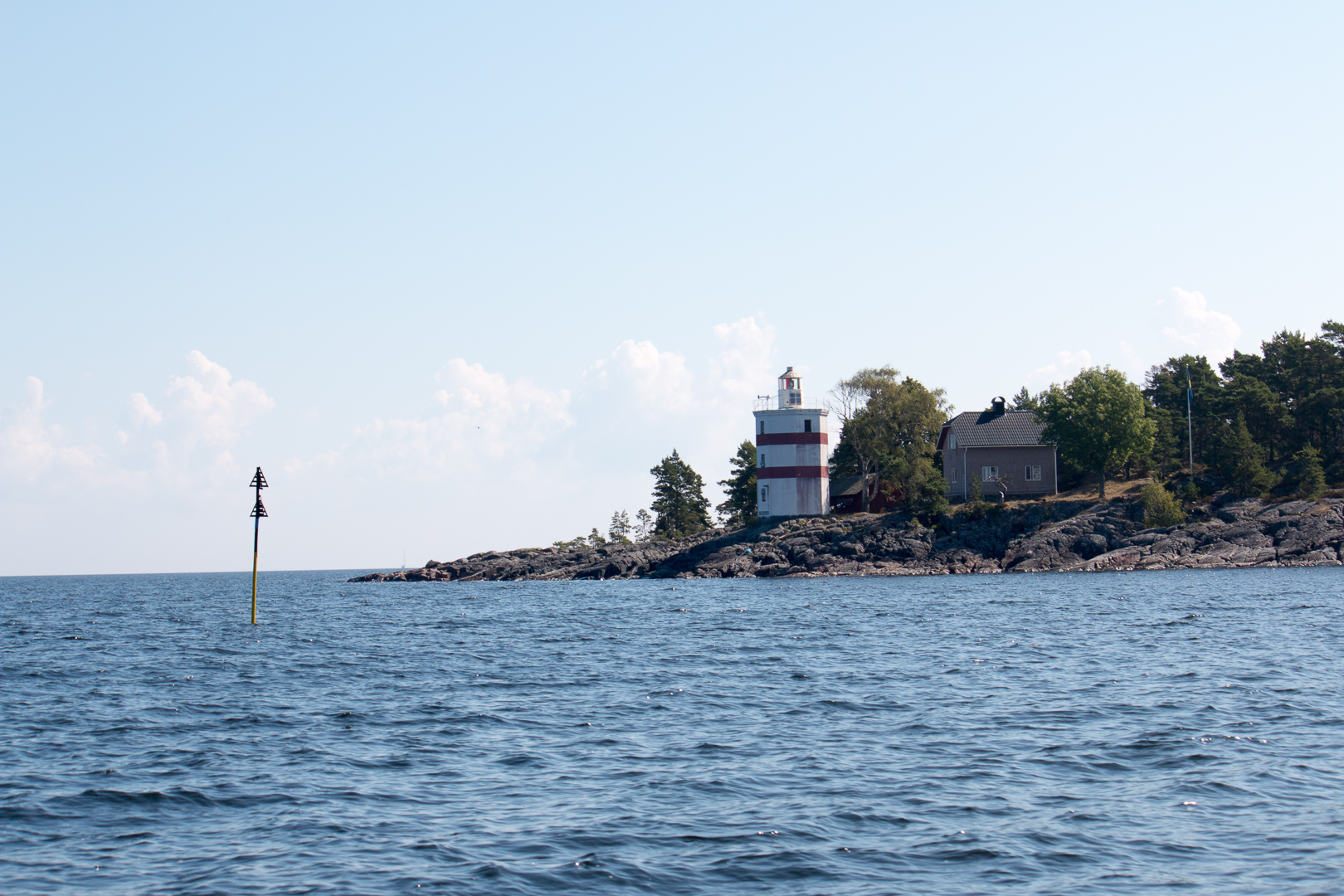
Le phare de Djurö.

On ne sait pas avec certitude quand les premiers habitants de l'archipel arrivent, mais il semblerait que cela soit au XVIe siècle. Les premiers habitants auraient été une femme veuve et ses deux enfants, survivant principalement de la pêche. La présence d'habitants força l'administration à décider si l'archipel devait être rattaché au Värmland ou au Västergötland. Bien qu'étant plus près des côtes du Värmland à l'ouest, les eaux étaient plus profondes de ce côté qu'à l'est vers le Västergötland, et l'archipel fut donc rattaché à ce dernier, plus précisément à la paroisse de Torsö. Bien qu'habitée, l'île de Djurö appartenait initialement au royaume, mais en 1640, elle devient propriété de la famille Falkenstierna pendant deux générations, avant de redevenir publique en 1681. L'île était alors habitée par un certain Oluf, et son fils Börje Olufsson achète l'île en 1711. Ses descendants conserve la possession de l'île et de l'archipel jusqu'en 1850, et à son apogée, l'île est habitée par quatre familles pour un total d'une quinzaine de personnes, vivant toujours principalement de la pêche complémentée par une agriculture limitée sur l'île. Après la mort du dernier propriétaire, l'île est achetée par un couple vivant à Mariestad, tandis que l'île est toujours habitée par le grand-fils de l'ancien propriétaire, August Andersson‑Funke, et sa femme Beata. Ces derniers parviennent à racheter l'île en 1858,.
En 1890, l'industriel Frank Kempe achète l'île où il vit jusqu'en 1901 avant de déménager à Eskilsäter, quoique conservant la possession. Pendant cette période, il tente de reconvertir l'île en réserve de chasse. Il fait construire un pavillon de chasse et à partir de 1912, son fils implante plusieurs animaux sur l'île: des daims, des cerfs, des lièvres, des faisans et des lagopèdes. En 1933, l'île change de propriétaire, et est finalement achetée en 1947 par l'entreprise Uddeholm, qui continue la tradition de chasse. Depuis 1979, l'île est à nouveau un terrain public,.
Djurö est aussi connue pour son phare. Il est probable que depuis plusieurs centaines d'années, il y avait sur la pointe nord de l'île une forme de brasier pour aider les bateaux à naviguer et éviter les hauts fonds près de l'île. En 1874, un phare est construit sur cette portion de l'île, avec un gardien de phare vivant dans une maison construite à proximité directe. Le phare actuel date de 1912. Les gardiens de phare se succèdent, et en 1969, le dernier gardien de phare et dernier habitant permanent de l'île, qui officiait aussi comme pêcheur, quitte l'île.
Le parc national a été déclaré en 1991. Depuis 2010, le parc est inclus dans la réserve de biosphère de l'Archipel du Vänern, un site d'un total de 2 786 km2.

## Gestion et protection
Comme pour la plupart des parcs nationaux de Suède, la gestion et l'administration sont divisées entre l'agence suédoise de protection de l'environnement (Naturvårdsverket) et le conseil d'administration des comtés (Länsstyrelse). Naturvårdsverket est chargé de la proposition des nouveaux parcs nationaux, sur consultation des conseils d'administration des comtés et des communes, et la création est entérinée par un vote du Parlement. Le terrain est ensuite acheté par l'État, par l'intermédiaire de Naturvårdsverket. La gestion du parc est ensuite assurée principalement par le comté, c'est-à-dire le conseil d'administration du comté de Västra Götaland pour Djurö.
Afin de protéger les oiseaux, il est interdit d'approcher de plusieurs îlots à l'est et au sud du parc durant la période de nidification (entre le 1er avril et 31 juillet). La navigation en bateau est autorisée dans la plupart des eaux du parc, mais la vitesse est limitée à 7 nœuds à moins de 100 m des côtes. De même, il est interdit de rester plus de deux jours d'affilée au même endroit avec son bateau.

## Tourisme
L'archipel de Djurö ne peut être rejoint que par bateau. Il n'y a plus de connections régulières avec la terre ferme, et donc le moyen privilégié pour rejoindre le parc est avec son propre bateau, un bateau taxi ou  en contactant la personne gérant le parc qui peut, dans certaines conditions, acheminer des voyageurs. L'isolation du parc explique en partie le faible nombre de visiteurs, estimés à 2 000 par an. Le lac est peu profond dans la section sud et orientale, et plusieurs îles dans cette zone sont interdites d'accès en début d'été, l'accès est donc recommandé par le nord ou l'ouest. Plusieurs ports naturels existent, le principal étant Malbergshamn au nord de Djurö. Le parc dispose de quatre points d'entrées officiels, un à Malbergshamn et un sur les îles de Långön, Tribergs ö et Dunderkarlarna. Ces quatre sites disposent de panneaux d'information et de toilettes. Malbergshamn est connecté à un sentier de randonnée faisant le tour de Djurö. Il est possible de poser sa tente dans le parc, avec cependant un maximum de deux nuitées d'affilée au même endroit, et deux des trois bâtiments de l'île principale peuvent être loués pour passer la nuit.